# Hirondina Joshua
Pour les articles homonymes, voir Joshua.
Hirondina Juliana Francisco Joshua (née à Maputo le 31 mai 1987) est une poétesse mozambicaine.
Elle a publié pour des journaux et pour des anthologies comme Esperança e Certeza I (2006) ou A Minha Maputo È (2012).

## Œuvre
- Os Ângulos da Casa. Pr. Mia Couto, 2016[2].